# ホアキン・ホセ・マリン・ルイス
キニ（Quini）ことホアキン・ホセ・マリン・ルイス（Joaquín José Marín Ruiz、1989年9月24日 - ）は、スペイン・アンダルシア州フェルナン・ヌニェス出身のサッカー選手。アトロミトスFC所属。ポジションはDFまたはMF。

## クラブ経歴
2008年にアギラレンセでキャリアをスタートさせるも、2011年に移籍したセグンダ・ディビシオンBのルセーナCF在籍まではアマチュアサッカー選手としてプレーしていた。ルセーナでリーグ戦34試合9ゴールという好成績を記録すると、レアル・マドリード・カスティージャに1年で引き抜かれ、2年契約を交わした。
2年後に契約満了でカスティージャを退団すると、ラージョ・バジェカーノにフリーで加入。自身初の1部挑戦となった。ラージョでの1年目はリーグ戦17試合、翌年は27試合に出場するが、ラージョは2年目にセグンダ・ディビシオン降格が決まり、キニも退団ではなく、ともに2部へ付き添うことを決めた。
2017年6月28日、同じくセグンダのグラナダCFに加入した。2018-19シーズンにはリーグ戦31試合に出場してクラブのプリメーラ昇格に貢献した。
2023年7月11日、グラナダ時代の指導を受けたディエゴ・マルティネス率いるオリンピアコスFCへ加入し、1年契約を結んだ。

## タイトル
グラナダ
- セグンダ・ディビシオン : 1回 (2022-23)